# جيروم وودز
جيروم وودز (بالإنجليزية: Jerome Woods)‏ هو لاعب كرة قدم أمريكية أمريكي، ولد في 17 مارس 1973 في ممفيس في الولايات المتحدة.

## وصلات خارجية
- جيروم وودز على موقع مرجع كرة القدم المحترفة.كوم (الإنجليزية)